# Faraoni
Faraoni so izolska pop rock skupina, ki je kot protiutež tedaj slovitim Kameleonom nastala leta 1967. Ustanovil jo je Valter Soša, ki so se mu na prvem nastopu pridružili Stojan Družina, Gianni Collori in bobnar, skladatelj in besedilopisec Nelfi Depangher. Kasneje je Valterja zamenjal Črtomir Janowsky. Skupina je najprej igrala psihedelično in hard rock glasbo.
Leta 1970 je skupina posnela malo vinilno ploščo z uspešnicama Figov List in Berač. Leta 1972 je skupina zaradi odhoda članov v tujino za sedem let prekinila delovanje. Ponovno so se združili v nekoliko prenovljeni postavi leta 1979. Nastopali so po svetu in spremljali hrvaške zvezde pop estrade, na primer Terezo Kesovijo in Oliverja Dragojevića. 
Leta 1992 so zmagali na festivalu Melodije morja in sonca s skladbo E tristemente. Leta 1994 so zmagali na festivalu Melodije morja in sonca s skladbo Mi ljudje smo kot morje. Leta 1997 so zmagali na festivalu Melodije morja in sonca s skladbo Kar je res, je res.
Občasno še nastopajo, trenutno kot kvartet.

## Zasedba
1967–1969
- Nelfi Depangher – bobni, vokal
- Črtomir Črto Janowsky – bas kitara
- Gianni Collori – kitara, vokal
- Stojan Družina – kitara, vokal
- Valter Soša – bas kitara
- Marino Kaligarič – kitara
- Dario Olenik – bobni

1969–1972
- Tulio Furlanič – bobni, solo vokal
- Marjan Malikovič – solo kitara, vokal
- Črtomir Črto Janowsky – bas kitara
- Milko Cočev – orgle
- Georgij Krastanov (Žoro) – klaviature
- Stojan Družina – kitara

29 november 1979–
- Nelfi Depangher – bobni, vokal (od 1979)
- Piero Pocecco – bas kitara, vokal (od 1979)
- Enzo Hrovatin – kitara, vokal (od 1983, umrl leta 2022)
- Ferdinand (Ferdo) Maraž – klaviature (1979, umrl leta 2003)
- Slavko Ivančić  – vokal (1981–1982, 1994–2000)
- Marjan Malikovič – kitara, vokal (1979–1982)
- Claudio Krmac – klaviature, vokal (1990–1993)
- Roberto (Buljo) Buljević – vokal (1988–1989, 2001–2002)
- Karlo Jaksetić - klaviature, harmonika, vokal (2003–2007)

## Diskografija

### EP
- Berač (Prosjak)/Matra/Figov list (1970)
- Prle
- Strašna stvar
- Avtostop

### Albumi
- Faraoni (1988)
- Tu je moj dom (1992)
- Naj te morje (1994)
- Stari časi (1995)
- Sem takšen, ker sem živ (1996)
- V živo! (San Simon, 20. 8. 1997) (1997)
- Kar tako (1999)
- Solinar (2002)
- Vol. 1 (2004)
- Skupaj (2007)
- Best of - vol. 2 (2014)

## Uspešnice
- Figov list
- Prle
- Tu je moj dom
- E tristemente
- Aiutami a dimenticare
- Pokliči me kdaj
- Martina
- Dolgčas in jaz
- V San Simonu (skupaj z Oliverjem Dragojevićem)
- Enkrat si na vrsti ti
- Mrak
- Mi ljudje smo kot morje
- Ljubezen je
- Ti nisi sam
- Jaz te nimam rad
- Sem takšen (ker sem živ)
- Ne bom pozabil na stare čase
- Kar je res, je res
- Ti znaš
- Drugačen
- Drugačen svet
- Solinar
- Imej me vedno s seboj
- Peškador (skupaj z Oliverjem Dragojevićem)
- Skupaj
- Neimenovana
- Sončinca

## Nastopi na glasbenih festivalih

### Melodije morja in sonca
- 1992: E tristemente (Enzo Hrovatin - L. Fiorencis) – 1. nagrada občinstva
- 1993: Poletje si ti (Ferdinand Maraž – L. Fiorencis, Maraž – Maraž, Stipica Kalogjera)
- 1994: Mi ljudje smo kot morje (Enzo Hrovatin - Miša Čermak - Faraoni) – 1. nagrada občinstva
- 1996: Sem takšen (ker sem živ) (Ferdinand Maraž - Ferdinand Maraž - Ferdinand Maraž) - nagrada strokovne žirije za najboljšo interpretacijo
- 1997: Kar je res, je res (Enzo Hrovatin – Drago Mislej − Faraoni, Andrea Flego) – 1. nagrada občinstva
- 1999: Pijem kar tako (Enzo Hrovatin - Drago Mislej - Enzo Hrovatin) – 3. nagrada občinstva
- 2000: Prihrani besede (Ferdinand Maraž - Damjana Kenda Hussu - Martin Štibernik) - nagrada strokovne žirije za najboljšo priredbo
- 2001: Solinar – 3. nagrada občinstva
- 2002: Ljubezen ni prišla še mimo
- 2005: Skupaj (Enzo Hrovatin - Nelfi Depangher - Enzo Hrovatin, Milan Lončina Čiro) – 15. mesto

### EMA
- 1993: Sonce sreče (Enzo Hrovatin - Nelfi Depangher, Drago Mislej - Dečo Žgur) – 7. mesto (52 točk)
- 1995: Ljubezen je (Enzo Hrovatin - Miša Čermak) – 4. mesto (102 točki)
- 2002: Imej me vedno s seboj (Enzo Hrovatin - Enzo Hrovatin - Enzo Hrovatin) – 7. mesto (5 točk)

### Hit festival
- 2001: Nekaj ostane (Ferdinand Maraž/Damjana Kenda Hussu/Ferdinand Maraž)
- 2002: Peškador (Ferdinand Maraž/Nelfi Depangher/Patrik Greblo)